# Electro Voice
Electro Voice (popularnie zwana EV) – producent sprzętu muzycznego oraz profesjonalnych systemów nagłośnieniowych przystosowanych do zastosowań w małych i dużych salach koncertowych, radiowych, domach, kościołach, przeznaczona do sprzedaży detalicznej.

## Historia
1 września 1927 roku Burroughs i Lou Al Kahn rozpoczął produkcję radioodbiorników w USA. W wyniku wielkiego kryzysu postanowiono zwiększyć swoją działalność do produktów audio. 1 czerwca 1930 roku firmę nazwano Electro Voice. Z powodu wysokich cen mikrofonów postanowili rozpocząć produkcję mikrofonów. Początkowo produkowali oni mikrofon jeden na tydzień, dopiero po spłaceniu długów, zatrudniono wykwalifikowanych pracowników i rozpoczęto seryjną produkcję. W 1963 roku Electro Voice otrzymał Oscara technicznego od Amerykańskiej Akademii Filmowej za mikrofon shotgun 642 Cardililine. W lutym 1998 roku połączyła się z Telex Communications. Fabryki Electro Voice zlokalizowana są w Buchanan, Michigan, Newport, Servierville. Obecnie firma produkuje mikrofony, kolumny głośnikowe, miksery itp.